# پونتیاک پاریسین

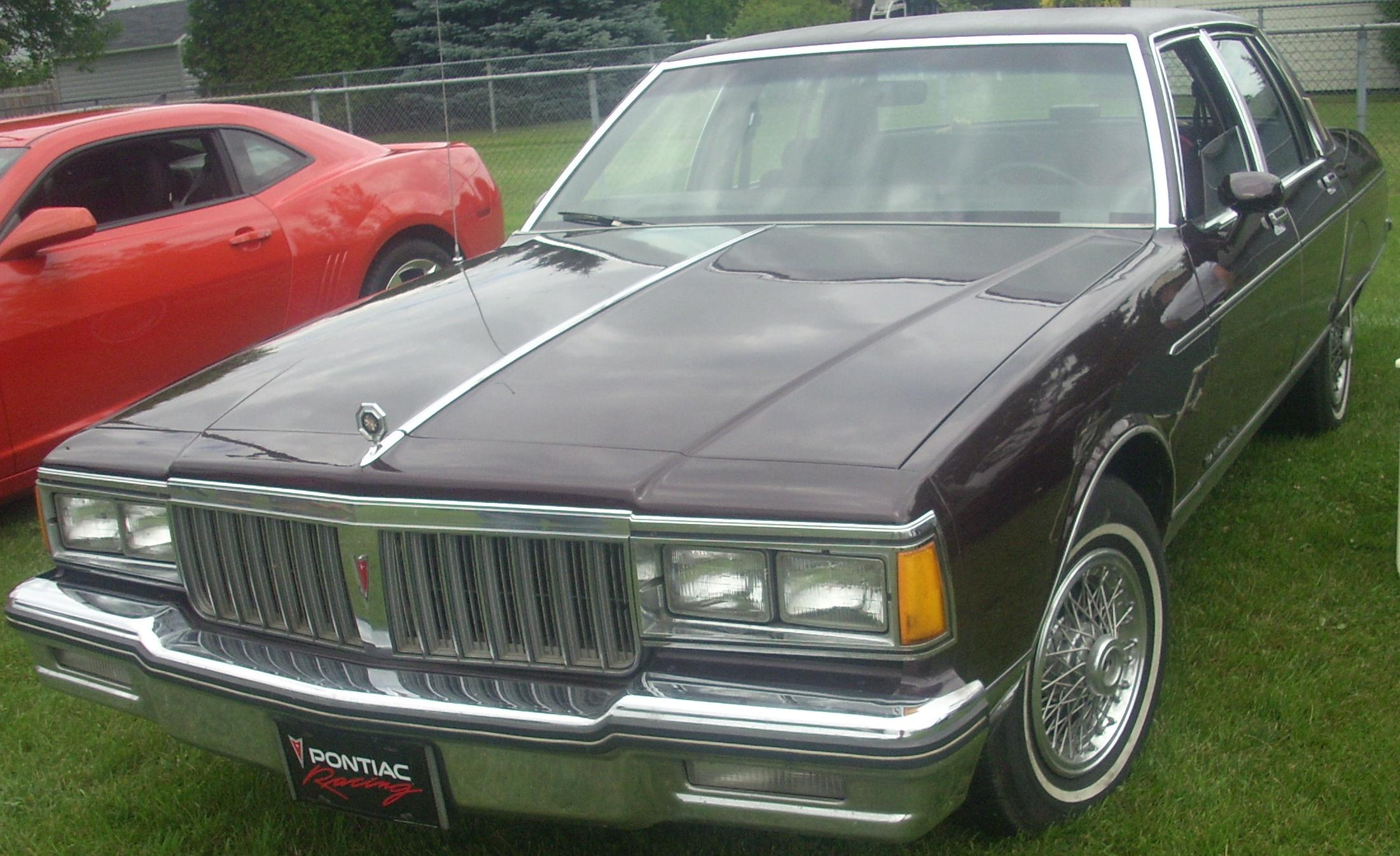

پونتیاک پاریسین (Pontiac Parisienne) خودرویی است که در سال‌های ۱۹۵۸ تا ۱۹۸۶در اوشاوا و کانادا تولید شده‌است.
این خودرو در کلاس خودرو سایز بزرگ قرار گرفته، طراحی آن خودروهای موتور جلو-محور عقب بوده است.

## نگارخانه

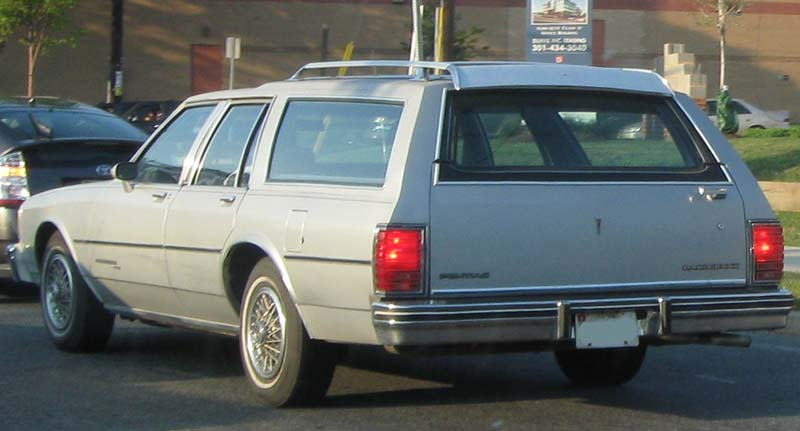
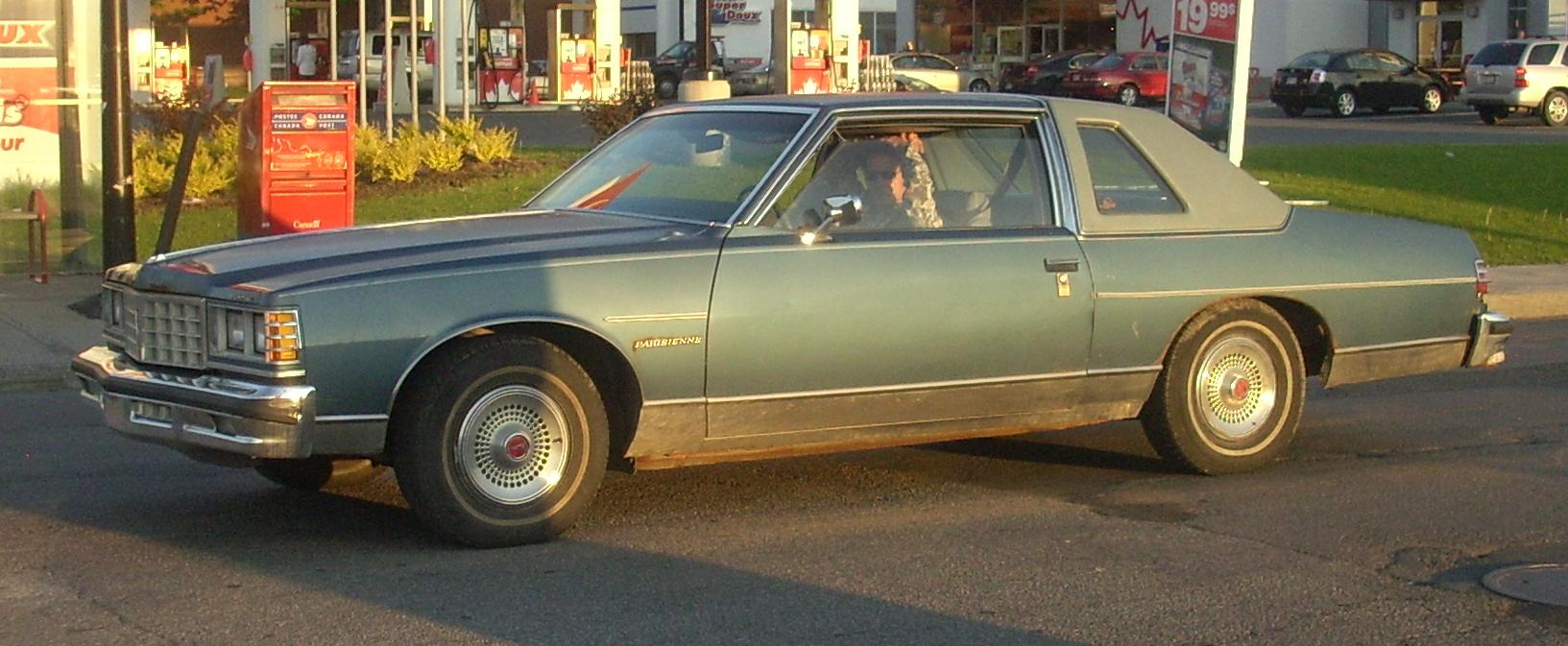
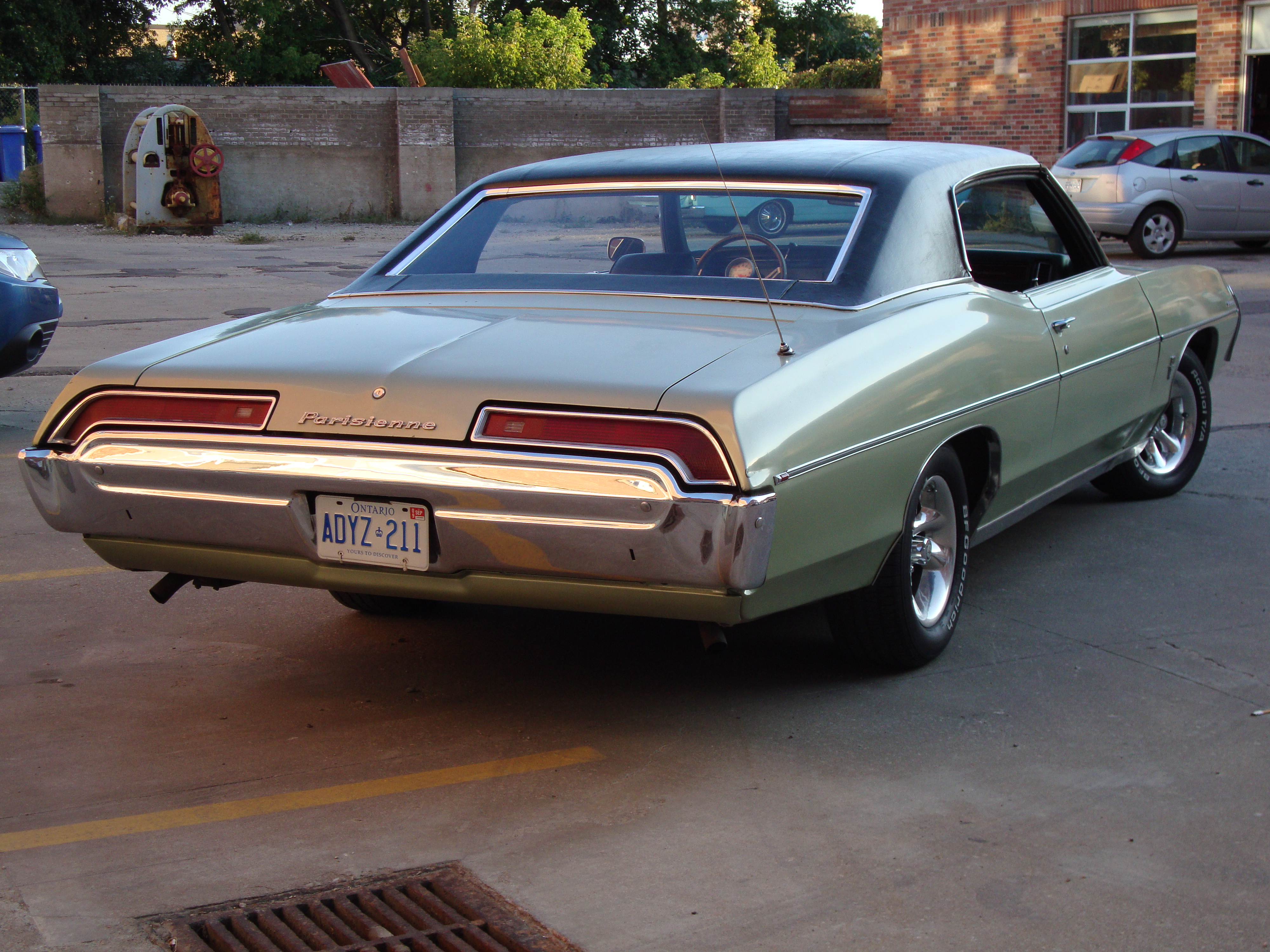